# 雅洛布斯峰
80°4′S 157°46′E / 80.067°S 157.767°E
雅洛布斯峰（英語：Jacobs Peak）是南極洲的山峰，位於奧次地，處於拉戈茲基冰川西岸，屬於不列顛嶺的一部分，海拔高度2,040米，現時由南極條約體系管理。